# L'Esquís
L'Esquís és una masia de Taradell (Osona) inclosa a l'Inventari del Patrimoni Arquitectònic de Catalunya.

## Descripció
Edifici civil. Masia de planta força quadrada (15 x 15 m), coberta a dos vessants amb el carener perpendicular a la façana orientada a migdia. Està construïda sobre el desnivell i per tramuntana s'accedeix directament al primer pis. Consta de planta baixa i dos pisos. La façana presenta un portal rectangular amb una llinda datada, una finestra i una espiera. A llevant s'hi adossa un porxo a nivell del primer pis. A l'angle sud-oest hi ha un petit contrafort. Al primer pis hi ha dues finestres amb l'ampit motllurat, portal d'accés al primer pis dels porxos i desguàs de pedra. Al segon hi ha tres finestres repartides simètricament. A ponent, tres finestres a la planta i tres al primer pis amb ampits motllurats, i dues al segon. A tramuntana hi ha una finestra conopial. A llevant hi ha diverses obertures i un porxo adossat. A les quatre façanes els ràfecs són de teules.

### Cabana
Edifici de planta quadrada (7 x 7 m) amb un cos adossat a llevant i coberta a un sol vessant. Presenta un gran portal rectangular amb llinda de roure, al primer pis, a la façana de tramuntana. A ponent només hi ha una finestreta. A llevant s'hi adossa un cos de planta cobert a un vessant i amb l'accés a la part sud. S'hi obre un portalet amb llinda de fusta. A migdia té dos portalets amb grans llindes de pedra a la planta.
A tramuntana hi ha una gran era enllosada.

## Història
Antiga masia esmentada el 981 com "Schiros". També en tenim notícia per deixes testamentàries quan, el 1184, Bernat de Rocafort la deixa a la seva muller Beatriu d'alou, que al seu temps la cedeix a Sant Pere de les Puel·les.
A redós seu hi havia altres hisendes i formaren al segle xiv el veïnat de l'Esquís.
En els fogatges del segle xvi tenim notícia també de l'hereu del mas Esquís. La genealogia es va mantenir fins a finals del segle passat. Per les característiques constructives la masia es degué reformar als segles XVII i XVIII.
Dades constructives: Finestra conopial 1760.